# El Patagónico (periódico argentino)
El diario El Patagónico es un periódico regional de Comodoro Rivadavia, provincia de Chubut (Argentina). Es editado por el Grupo Indalo a través de IGD S.A. Sus contenidos se incluyen en el portal homónimo. Junto con La Prensa de Santa Cruz y Crónica son los periódicos más importantes de la Cuenca del Golfo San Jorge.

## Historia

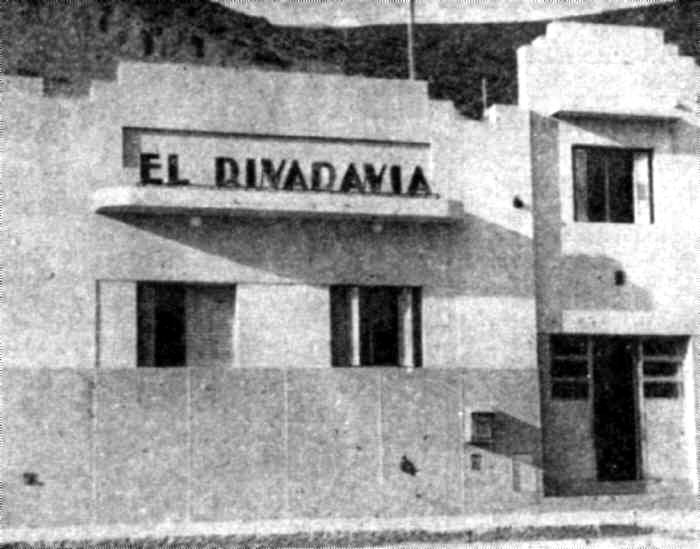
El Rivadavia durante su funcionamiento sobre calle Sarmiento, hoy El Patagónico

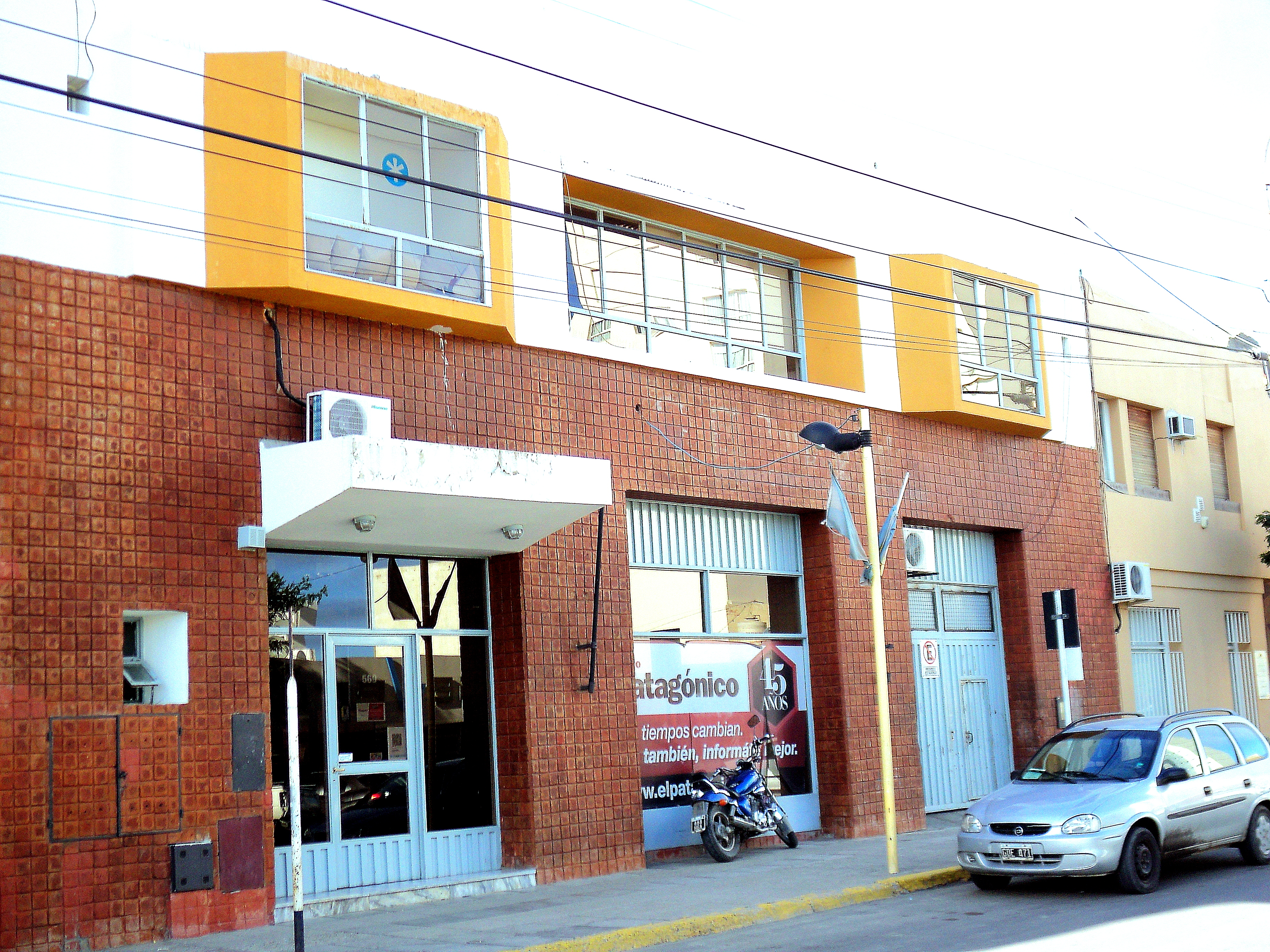
Edificio comercial y productor de la empresa sobre calle Sarmiento, en funcionamiento antes del cierre.

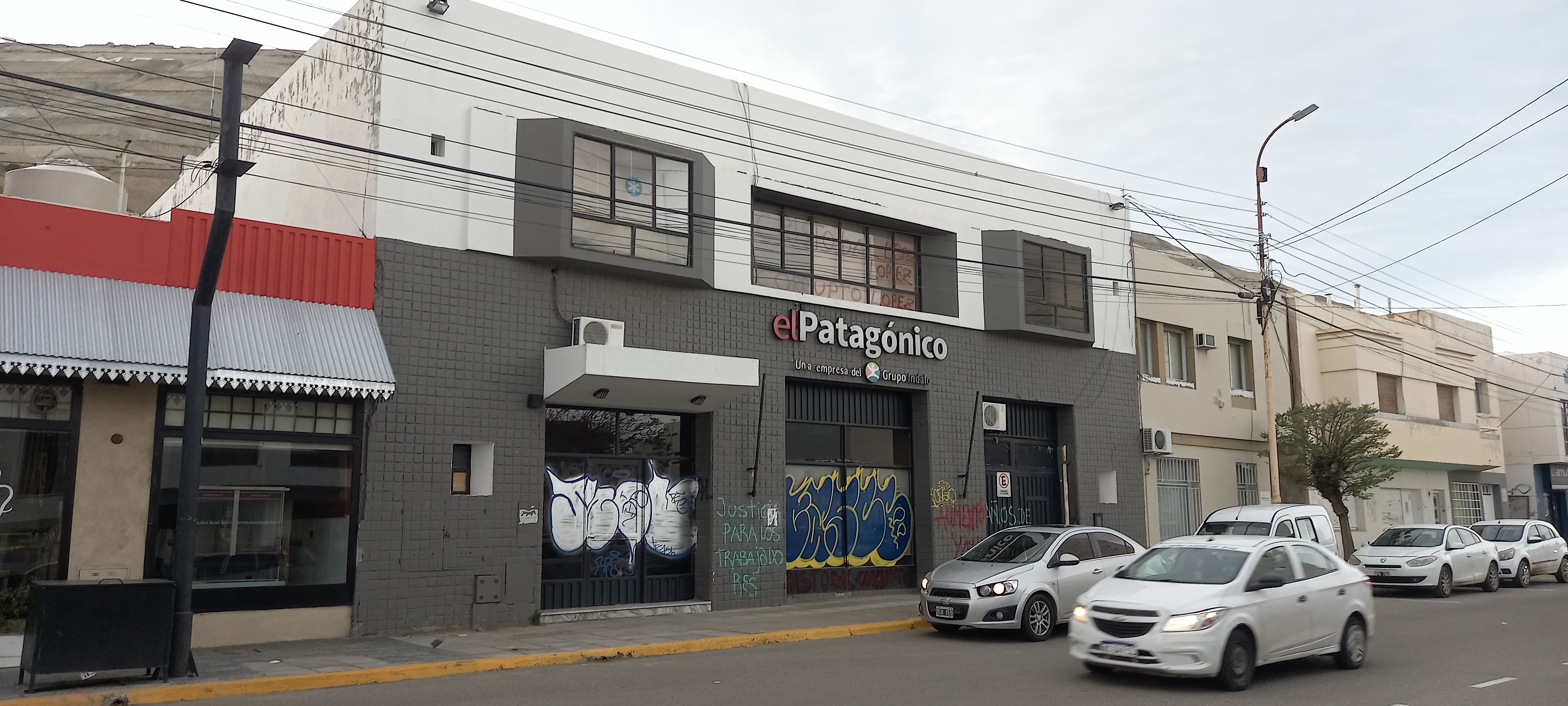
El diario 2023 con su edificio casi abandonado tras el cierre de su edición impresa. Actualmente, solo trabaja un equipo reducido en su edición digital.

Fue fundado el 30 de junio de 1967 por Roque González, exgobernador provincial y miembro de una conocida familia empresarial de Comodoro. El diario fue creado debido a otra publicación (El Rivadavia), que había sido comprado por el empresario y cerrado posteriormente. Previamente, Roque se había fundado la editorial "El Chenque" en 1966. El diario contribuyó sobremanera a la historia de la ciudad con su libro Comodoro 70´, material histórico que está en dominio público y de libre consulta.
En 1982 la empresa se traslada de Sarmiento 733 al edificio actual en Sarmiento al 570.
Las primeras páginas a color se imprimieron desde 1995. A lo largo de cuatro décadas y media salieron a las calles casi 15 mil ediciones. 
Otros de los hitos fue que desde 1999 el diario abrió su sitio web.
En 2010 se supo que en una de sus anteriores notas titulada «Homenaje a dos antiguos vecinos llegar, trabajar, confiar» publicada en una edición de la década del ‘70. Este trabajo periodístico ayudó a historiadores a establecer con precisión la fecha de fundación de Pico Truncado hacia el 25 de noviembre de 1911 con la llegada de los rieles.
En 2011 fue adquirido por el Grupo Indalo en un arrastre que incluyó a Radio del Mar, la revista Noche Polar y parte de Canal 9. La nueva administración impuso desde entonces el nombre simplificado «Patagónico», perdiendo su anterior nombre «El Patagónico». El diario desde la compra viene experimentando una revitalización como empresa informativa.
En 2012 al cumplir 45 años renovó su web y sumó la incorporación de redes sociales como Twitter y Facebook; también declaró que fue decisiva la incorporación del medio al grupo empresario.

## Cruces políticos
El 7 de mayo de 2013 viene sufriendo choques con el intendente municipal Di Pierro. Las crispaciones del jefe comunal surgieron con argumentos del diario que afirmaban que la compra del edificio SUPE tenía vicios y adulteraciones. Esto provocó un escándalo y la renuncia del secretario general de ese sindicato, Mario Lastra, al cargo de titular de la Agencia Municipal Comodoro Deportes. El intendente respondió:

«Se parece a Clarín, miente, miente, miente, genera grandes titulares y no sé con qué intención»
Di Pierro

Además el medio expuso que el funcionario calificó a los periodistas de «maliciosos», «hijos de puta», «mala leche» y terminó sus agravios con la afirmación de que «hay estúpidos que dirigen y estúpidos que escriben". El medio gráfico se defendió y afirmó que el jefe comunal admitió la veracidad de la información publicada por este medio en relación con la compra-venta de una parte del edificio de SUPE. También, esgrimió que su artículo se llamó «Para Aubía, deben revisar el cambio de uso del espacio verde», el cual el intendente habría tergiversado. Por último el medio gráfico aseveró que responderá más agravios del intendente.
Finalmente, el día 24 de mayo el intendente bajó el tonó y pidió disculpas. En sus argumentos se tildó de «tano calentón» y aseguró que por los problemas innumerables de la ciudad tiende a enojarse fácilmente. Como resultado de los agravios públicos fue enviada una misiva por el Sindicato de Prensa, el intendente ofreció sus explicaciones y un pedido de parte de la Municipalidad, para que el sindicato confeccione un listado de los medios que tienen personal “en negro” para ver la posibilidad de quitar la pauta publicitaria.
Para abril de 2014 el gobernador de Santa Cruz Peralta acusó al diario de conducir una campaña de desprestigio de su gestión. Ante una nota del diario que afirmaba que los vecinos de Caleta Olivia acusan al gobierno provincial de no cumplir con las promesas efectuadas por el propio mandatario, sobre inversiones para superar la crisis del agua. Asimismo defendió su accionar en la crisis y expuso medidas para contactar a los vecinos calentenses para elaboraciones de planes. Finalmente, el gobernador expuso:

«Dejemos que el diario El Patagónico siga escribiendo mientras nosotros trabajamos. El medio miente tendenciosamente pero hay que dejarlo porque la única verdad es la realidad.»
Peralta

## Secciones

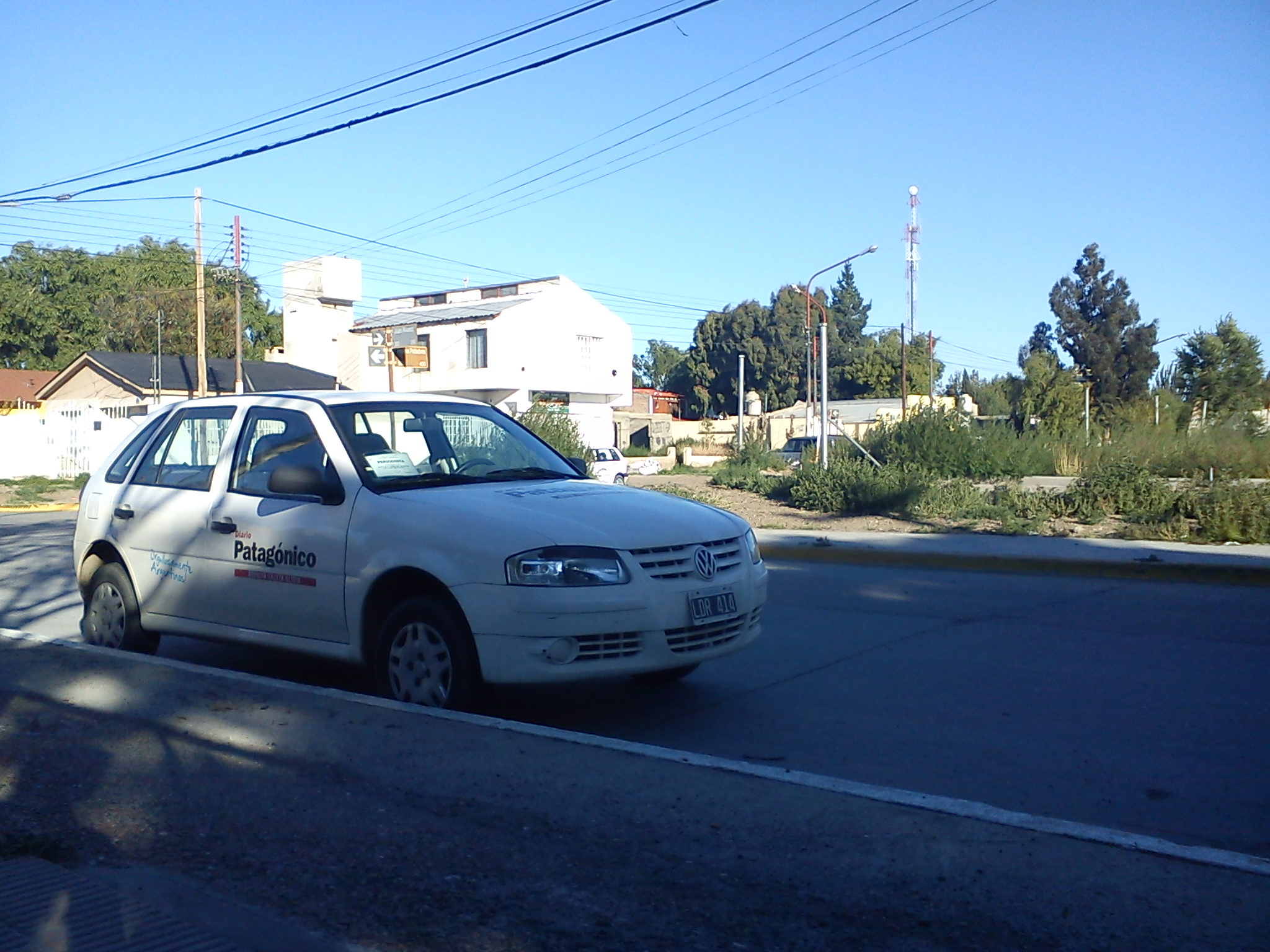
Móvil de la Agencia Caleta Olivia

El periódico tiene  ediciones diferentes:
- Información General
- Regionales
- Zona de Negocios
- Clasificados
- Entretenimientos
- Deportes

## Suplementos
- Energía.[12]
- Viajes y turismo.[13]
- Autos y motos.[14]
- BienEstar.[15]
- Especial Malvinas.[16]

## Agencias
El diario posee una agencia en Caleta Olivia, ubicada en Senador Almendra 354, de allí se redactan las noticias que suceden en Santa Cruz.